# 横濱一品香
横濱一品香（よこはまいっぴんこう）は、株式会社一品香（いっぴんこう）が運営する「横濱たんめん」を主力商品とする中華料理レストラン。

## 概要
1955年(昭和30年)1月、田代武雄が横浜市中区野毛で創業。田代は終戦後、そば屋やとんかつ屋などを営んだのち、野毛に広さ3坪、カウンター席9席の店を開業した。満洲からの引揚者の店で食べたタンメンをヒントに日本人向けの味に改良し、看板商品として売り出した。店名には「一品一品に誠意をこめて、最高の香味を」との思いを込めて「一品香」と名付け「大陸風一品料理」と銘打った。当時、ラーメンは1杯30円程度が一般的だったが、同店では50円均一で商品を提供した。
1958年(昭和33年)、2号店「清正公店」を伊勢佐木町の清正公飲食街に出店。1960年(昭和35年)、「株式会社一品香」を設立。同年、横浜駅西口名品街に「西口店」、1965年(昭和40年)には福富町に新たに「本店」を開店させた。当時は、回転率を重視しメニューをタンメン・ラーメン・餃子・焼きそばの4品に絞って提供していた。
1972年(昭和47年)時点で8店舗を展開、前年の売上高は1億8000万円。注文が増えても味を落とさないようにするため、スーパーバイザーを設けて各店に出向き指導を行った。1989年(平成元年)には、FC店含め16店舗を展開。同年1月、小松製作所の電話機型データターミナル「みえるほん」を導入した。
2021年(令和3年)1月、イートアンドホールディングスが同社および関連会社「有限会社一品香フーズ」(食材加工製造・配送)の株式を取得し、完全子会社化した。2022年(令和4年)4月、リブランディング1号店として「青葉台店」を出店。人数やシーンを問わず利用でき、豊富なメニューを揃えていることを特徴としている。

## 沿革
- 1955年(昭和30年)1月、横浜市中区野毛で創業。
- 1960年(昭和35年)4月、「株式会社一品香」を設立。
- 1965年(昭和40年)8月、福富町に本店が開店(のちの福富町店)。
- 1989年(平成元年)1月、電話機型データターミナル「みえるほん」を導入[6]。
- 2018年(平成30年)2月、福富町店が閉店[10]。
- 2021年(令和3年)1月、イートアンドホールディングスの完全子会社となる[7]。
- 2022年(令和4年)4月、リブランディング1号店の青葉台店が開店[8]。

## メニュー

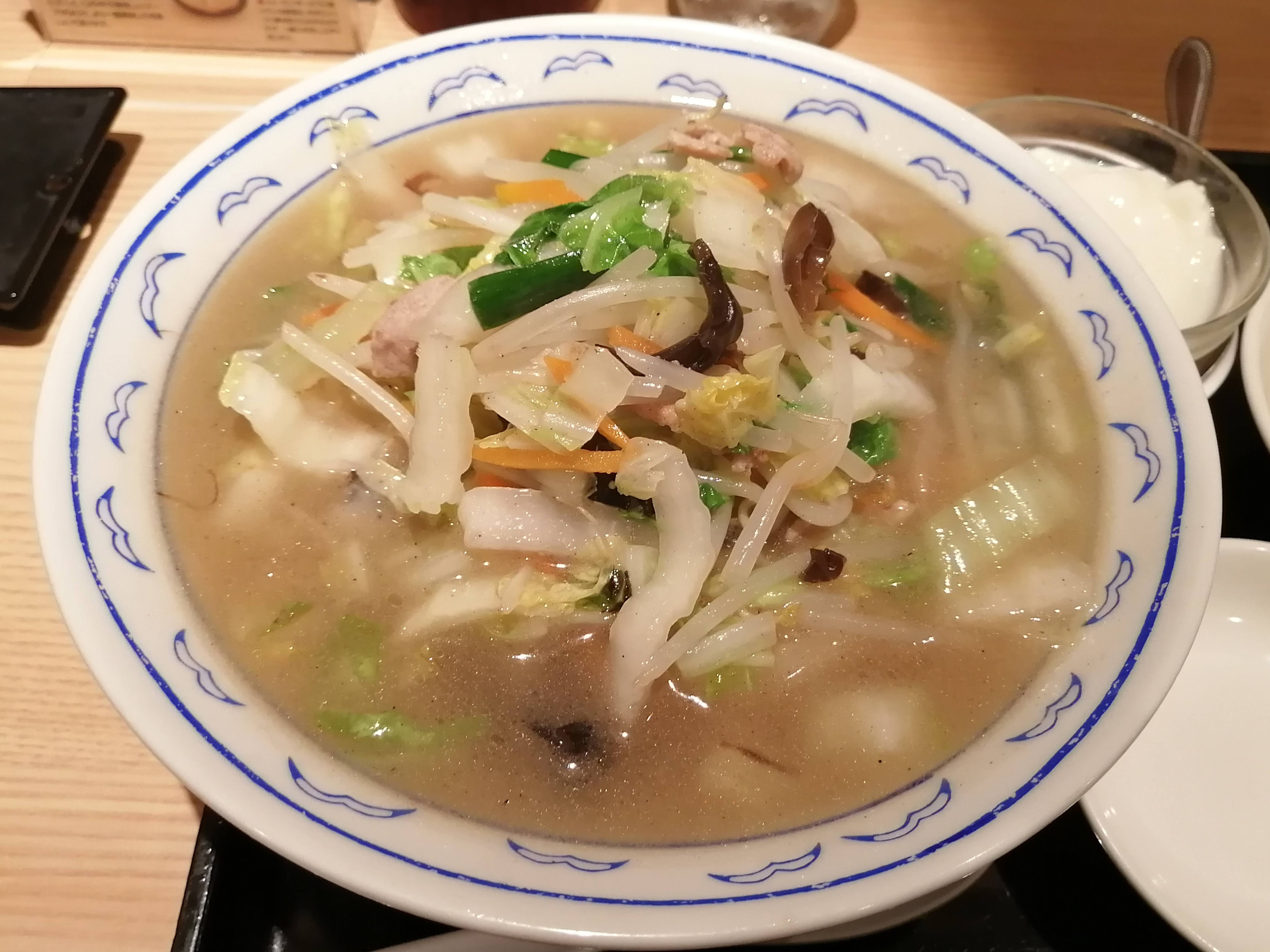
絶品たんめん

看板商品である「絶品たんめん」やサンマー麺などのラーメンのほか、炒飯、一品料理を揃えている。2021年4月には、野菜を2倍、肉を10倍とした「野毛坂ヤミ市たんめん」を発売した。

### 絶品たんめん
創業以来のメニュー。広幅の熟成多加水麺に豚ガラ・鶏ガラ・天然だしのスープを合わせている。すっきりとした味に仕上げるため、甘味の出るキャベツではなく白菜を使用している。

## 店舗
横浜市を中心に約10店舗を展開。路面店のほか、駅ビルやショッピングモール内に店舗がある。店内はオープンキッチン式のレイアウトを基本としている。2002年、相鉄ジョイナスにタンメン専門店「タンメンワールド横濱一品香」、2007年にはららぽーと横浜に「横濱一品香-湯麺小館-」を出店した。
グループ店として小笠原村父島に中華レストラン「海遊」がある。